# 联合国安全理事会第133号决议
联合国安理会第230号决议于1960年1月26日一致通过。安理会决定向联合国大会推荐喀麦隆共和国为联合国成员国。